# Osek u Radomyšle
Osek, bis 1924 Vosek (deutsch Ossek, früher Wosek), ist eine Gemeinde in Tschechien. Sie liegt acht Kilometer nordöstlich von Strakonice in Südböhmen und gehört zum Okres Strakonice.

## Geographie

### Geographische Lage

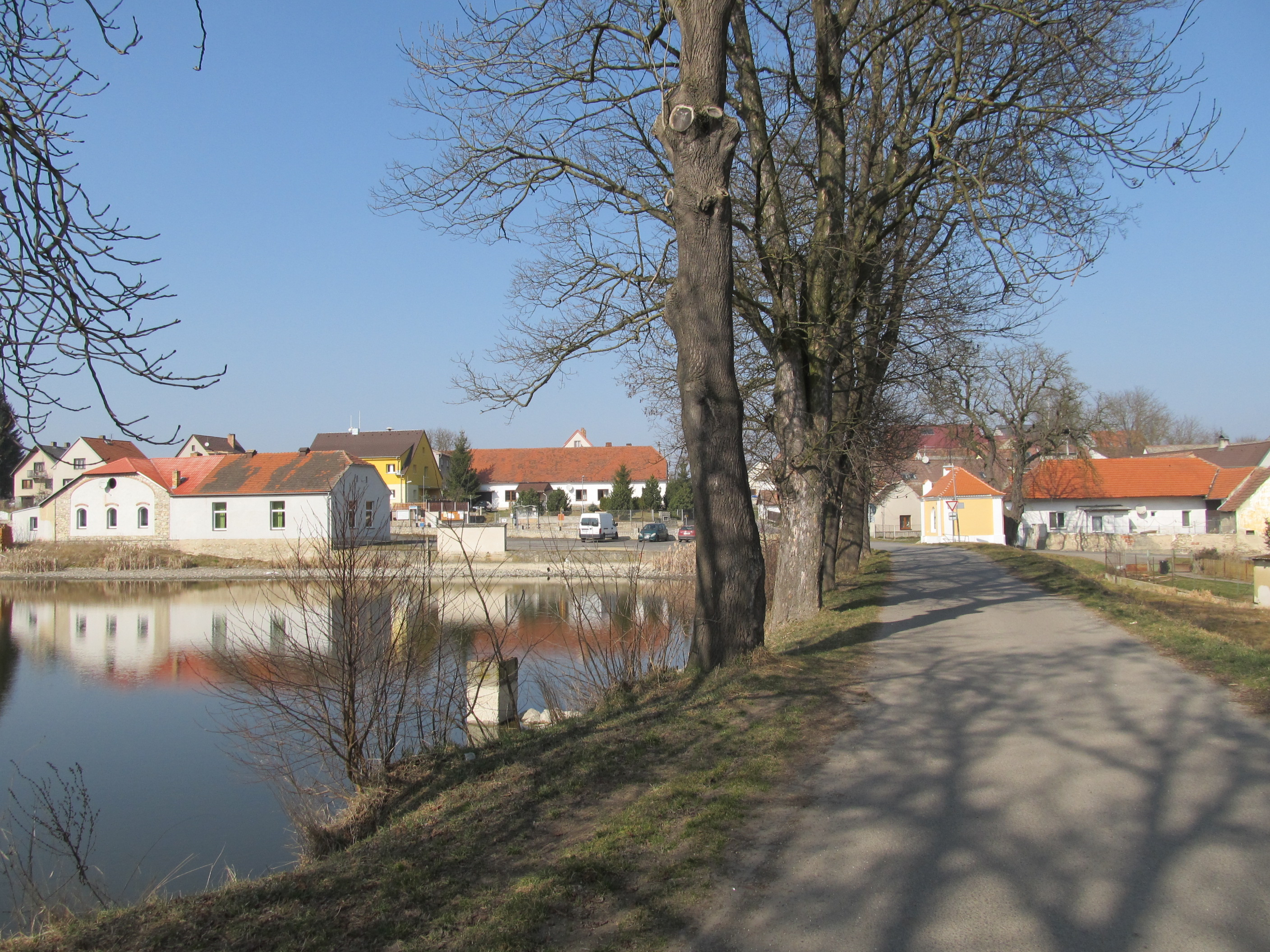
Teich am Dorfplatz

Osek liegt im Mittelböhmischen Bergland in der Talmulde des Baches Petrovický potok. Der Bach wird in Osek in einer Kaskade von Teichen gestaut, von denen der Velký rybník, die Bašta, der Koupavý rybník, der Cimburek sowie der östlich des Dorfes gelegene Hrabovský rybník die größten sind. Nordöstlich erhebt sich der Na Vartách (455 m), im Osten der Žižkův vrch (470 m) und der Čihátko (486 m), südöstlich der Ve Vrších (496 m), der Dubovec (528 m) und der Hrabov (523 m), im Süden der Chlum (544 m), südwestlich der Dominový vrch (499 m) und die Věna (486 m) sowie im Westen der Janský vrch (497 m). Durch Osek führt die Staatsstraße II/139 zwischen Písek und Radomyšl. Nordwestlich des Dorfes verläuft die Bahnstrecke Březnice–Strakonice, der Bahnhof Radomyšl liegt einen reichlichen Kilometer westlich von Osek.

### Gemeindegliederung
Die Gemeinde Osek besteht aus den Ortsteilen Jemnice (Jemnitz), Malá Turná (Klein Turna), Osek (Ossek), Petrovice (Petrowitz) und Rohozná (Rohosna).

### Nachbarorte
Nachbarorte sind Rojice, Velká Turná und Malá Turná im Norden, Hubert, Dubí Hora, Petrovice und Větrov im Nordosten, Podolí und Jemnice im Osten, Hrabovka, Pohodnice, Brusy, Nová Dobev, Vítkov und Kbelnice im Südosten, Rohozná und Rovná im Süden, Řepice, Domanice und Kaletice im Südwesten, Radomyšl im Westen sowie U Mikuláše, Leskovice, Chrášťovice und Láz im Nordwesten.

## Geschichte
Die erste schriftliche Erwähnung des Dorfes erfolgte 1392 als Sitz des Vladiken Vlášek von Vosek. Nach dem Tode von Diviš von Vosek († 1414) und seiner Witwe Katharina († 1417) fiel das Gut an die Böhmische Krone heim. König Wenzel IV. belieh nachfolgend verschiedene Günstlinge mit Vosek. Ein Zweig der Familie Záborský von Brloh ließ im 15. Jahrhundert die Wasserfeste Vosek als seinen Sitz errichten. Als Besitzer sind 1442 Absolon von Brloh, bis 1489 Jan von Brloh, und 1484 auch Alexander von Brloh nachweislich. Zu Beginn des 16. Jahrhunderts gehörte das Gut den Brüdern Peter und Absolon von Brloh, danach ab 1529 Jan Osecký von Brloh auf Osec, der 1532 ohne Nachkommen verstarb. Erben des Gutes Osec sowie des Dorfes Rakovice wurden seine Schwestern Dorothea, Lidmila und Katherina. Diese verkauften die Feste, den Hof und das Dorf Osek einschließlich der Güter Jemnice und Turná an Jiří Čejka von Olbramovice, der seinen Sitz in Osek nahm. Nach seinem Tode erfolgte eine Güterteilung zwischen seinen drei Söhnen. Václav Čejka erhielt dabei Osek, seine beiden älteren Brüder Brloh bzw. Rovná. Im Jahre 1577 kaufte er das Dorf Malá Turná hinzu. 1596 erbte sein ältester Sohn Jiřík das Gut, ihm folgte sein jüngerer Bruder Zdeněk. Nach der Schlacht am Weißen Berg wurden die Zdenko von Čegka (Zdeněk Čejka) gehörigen Güter Wosek und Kbelnitz wegen dessen Beteiligung am Ständeaufstand von 1618 konfisziert. Die Hofkammer verkaufte sie 1623 an Karl von Liechtenstein, der sie kurz darauf an Ferdinand Rudolf Lažanský von Buggau (Lažanští z Bukové) veräußerte. Die Grafen Lažanský vereinigten die Güter Wosek und Kbelnitz mit dem Gut Mladiegowitz (Mladějovice) und ab 1684 noch mit den Gütern Bratronitz und Katowsko (Katovsko) zu einer Herrschaft Bratronitz, die unter Ferdinand Lažansky von Buggau kurzzeitig mit der Herrschaft Manětín verbunden war. Zu den weiteren Besitzern gehörte Adam Graf Lažansky von Buggau auf Bratronitz, Mladiegowitz und Wosek († 1737). Sein überschuldeter Besitz fiel 1739 seinen Gläubigern zu. Diese teilten die Herrschaft Bratronitz in die drei Güter Bratronitz, Wosek und Mladiegowitz auf. Anschließend wechselten die Besitzer von Wosek in rascher Folge.
1790 erwarb der k.k. Feldmarschall-Lieutenant Franz Wenzel Reysky Reichsfreiherr von Dubnitz (Václav Rajský z Dubnic) das vereinigte Gut Wosek mit Kbelnitz. Dieser verkaufte es im Jahre 1800 an Mathias Johann Kutschera. Von ihm erbte es 1809 sein Sohn Johann Paul Kutschera, der den Besitz 1825 an die Prager Bürger Franz und Josepha Daubek verkaufte.
Im Jahre 1840 hatte das Gut eine Nutzfläche von 2591 Joch 1185 Quadratklafter. Auf seinem Gebiet lebten 1217 vornehmlich tschechischsprachige Einwohner, darunter 20 Israelitenfamilien. Die Haupterwerbsquelle bildete die Landwirtschaft. Die Herrschaft bewirtschaftete zwei Meierhöfe in Wosek und Kbelnitz, eine Schäferei in Kbelnitz sowie ein Forstrevier mit den Beständen Lažansky, Hrabowsky, Staschowa und Turna mit Wegskowetz. Zum Gut Wosek gehörten die Dörfer Wosek, Klein-Turna (Malá Turná), Petrowitz (Petrovice) und Jemnitz (Jemnice), zum angeschlossenen Gut Kbelnitz die Dörfer Kbelnitz (Kbelnice), Sedlikowitz (Sedlíkovice) und sieben Häuser von Paratschow. Das Dorf Wosek bestand aus 55 Häusern mit 384 Einwohnern, darunter 20 Israelitenfamilien. In Wosek gab es ein obrigkeitliches Schloss mit der Hauskapelle der hl. Thekla, einen Meierhof, ein Bräuhaus, ein Branntweinhaus, ein Hegerhaus, eine Pottaschensiederei sowie eine Synagoge. Pfarrort war Radomischel. Bis zur Mitte des 19. Jahrhunderts war Wosek das Amtsdorf des Gutes Wosek mit Kbelnitz.
Nach der Aufhebung der Patrimonialherrschaften bildete Vosek/Wosek ab 1850 einen Ortsteil der Marktgemeinde Radomyšl in der Bezirkshauptmannschaft und dem Gerichtsbezirk Strakonice. Die Familie Daubek erwarb in der zweiten Hälfte des 19. Jahrhunderts noch das Gut Kalletitz (Kaletice) hinzu und vereinigte es mit Wosek. Eduard Daubek wurde 1879 als Ritter von Daubek in den österreichischen Ritterstand geschlagen. 1899 nahm die Lokalbahn Strakonitz–Blatná–Březnitz den Betrieb auf der Bahnstrecke Březnitz–Strakonitz auf. Im Jahre 1919 löste sich Vosek von Radomyšl los und bildete eine eigene Gemeinde. Seit 1924 führt sie den amtlichen Namen Osek. 1964 wurden Jemnice, Malá Turná und Petrovice eingemeindet. Am 1. April 1976 kam noch Rohozná, das zuvor zur Gemeinde Rovná gehört hatte, als Ortsteil hinzu.

## Kultur und Sehenswürdigkeiten

### Bauwerke
- Schloss Osek, errichtet im 16. Jahrhundert für die Familie Čejka als Renaissancebau an Stelle der alten Wasserfeste der Záborský von Brloh. Sein heutiges neobarockes Aussehen beim Umbau von 1911 nach Plänen des Architekten Leuthendorf. Dabei erfolgte der Anbau des Westflügels. 1948 wurden die Ritter von Daubek enteignet. Heute dient das Schloss als Sozialfürsorgeeinrichtung für geistig behinderte Jugendliche.
- Schlosskapelle der hl. Thekla
- Kapelle des hl. Johannes von Nepomuk, aus der ersten Hälfte des 18. Jahrhunderts, südlich vor dem Schloss
- Kapelle des hl. Wenzel, errichtet in der zweiten Hälfte des 19. Jahrhunderts
- Bildstock des hl. Prokop am Weg nach Radomyšl, geschaffen in der ersten Hälfte des 19. Jahrhunderts
- Bildstock der hl. Thekla an der Straße nach Kbelnice, errichtet in der ersten Hälfte des 18. Jahrhunderts
- Hochbarocke Wallfahrts- und Begräbniskirche des hl. Johannes des Täufers mit Friedhof auf dem Johannesberg (Janský vrch) südwestlich des Dorfes. Sie wurde 1733–1736 an Stelle eines älteren Renaissancebaus errichtet. Den Auftrag dazu erhielt der Prager Festungsbaumeister Bartolomeo Scotti, der zuvor den Umbau des Großpriorates auf der Prager Kleinseite vorgenommen hatte. Die Pläne für den Kirchbau stammen von Anselmo Lurago, einem Verwandten Scottis, der auch die Ausführung übernahm. Vom Teich Vraždy in Radomyšl führt ein Kreuzweg mit 14 Kapellen aus dem Tal des Radomyšlský potok zur Kirche. Vom Friedhof bietet sich ein weiter Ausblick über das umliegende Hügelland.[3]
- Jüdischer Friedhof, südwestlich des Schlosses im Wäldchen auf dem Johannesberg, angelegt zu Beginn des 19. Jahrhunderts. Auf dem Friedhof befinden sich die Gräber der Großeltern von Franz Kafka, des Schächters Jacob Amschel Kafka (1814–1889) und seiner Frau Franziska, geborene Platowsky (1816–1885). Er ist als Kulturdenkmal geschützt.
- Reste der Feste Petrovice über der Einmündung des Petrovický potok in den Brložský potok bei Větrov

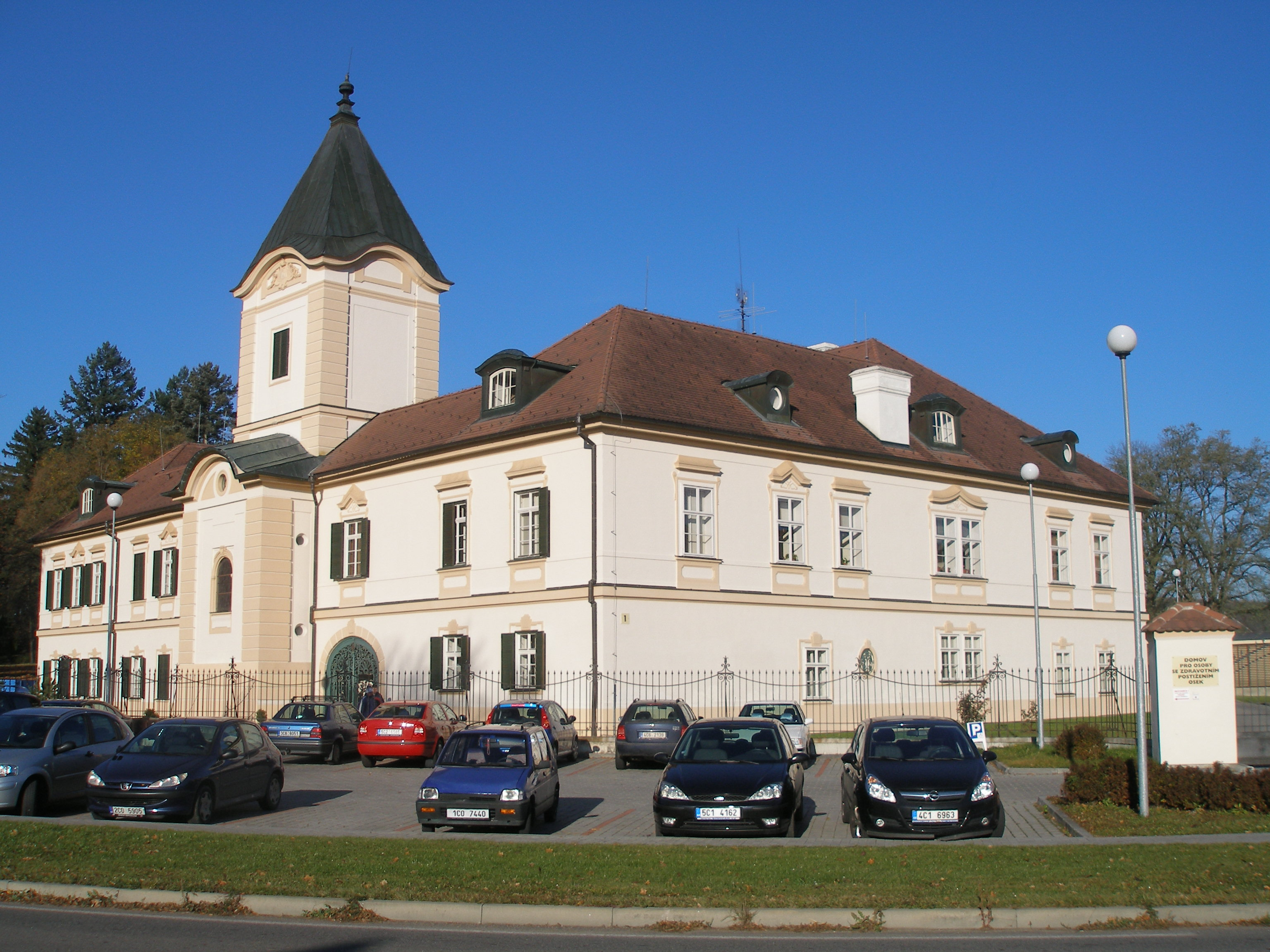
Schloss Osek
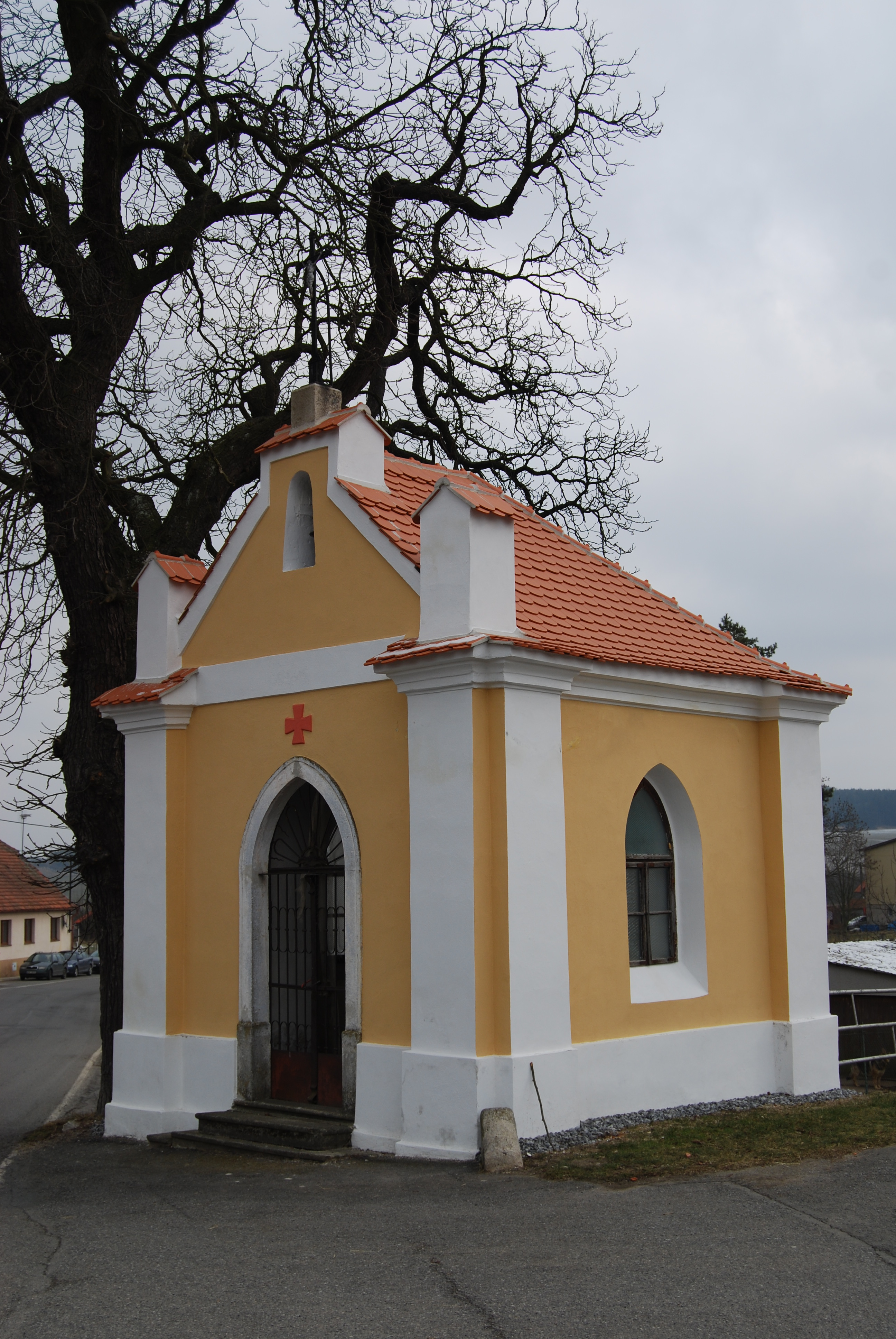
Kapelle des hl. Wenzel
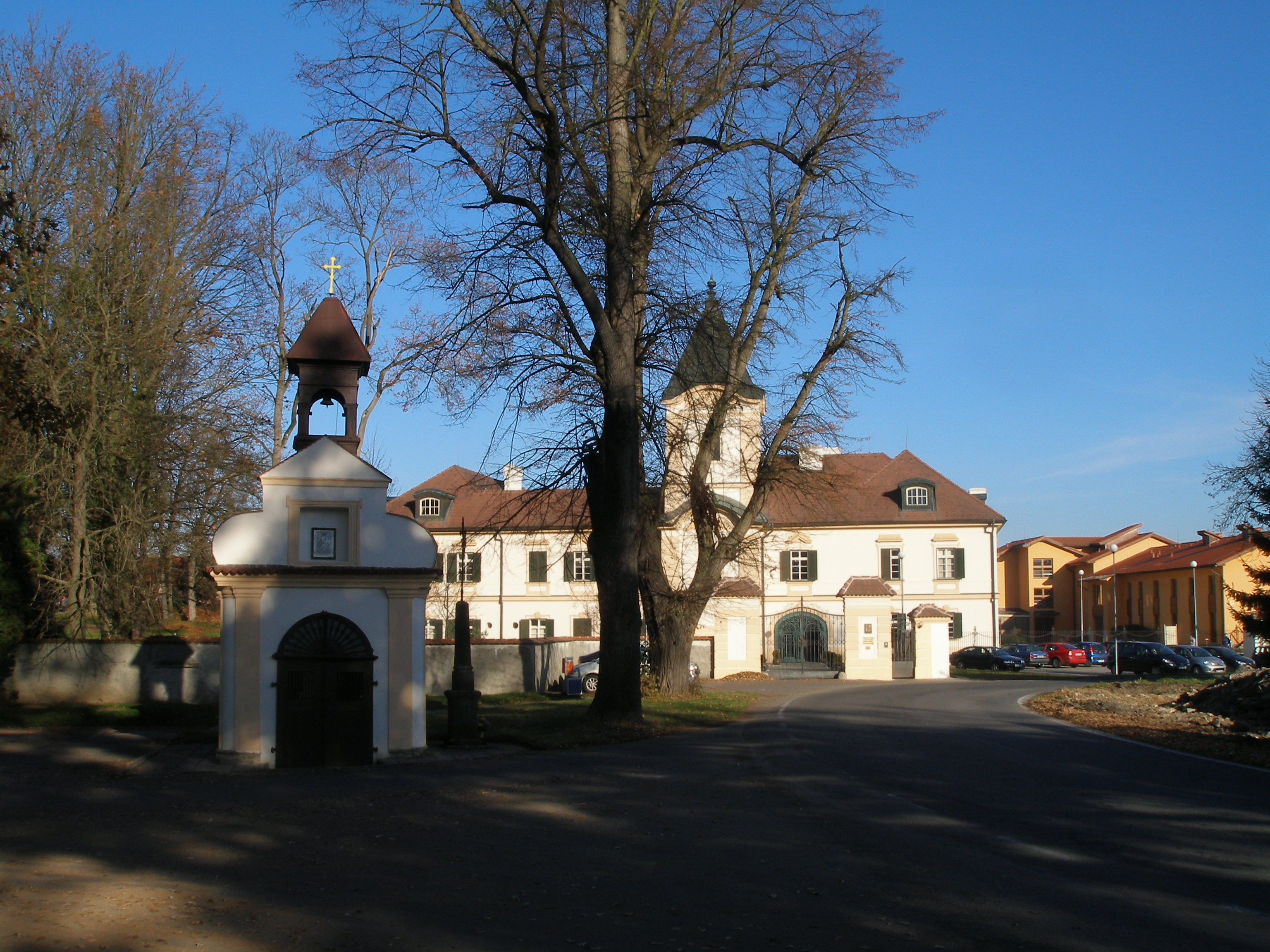
Kapelle des hl. Johannes von Nepomuk vor dem Schloss Osek
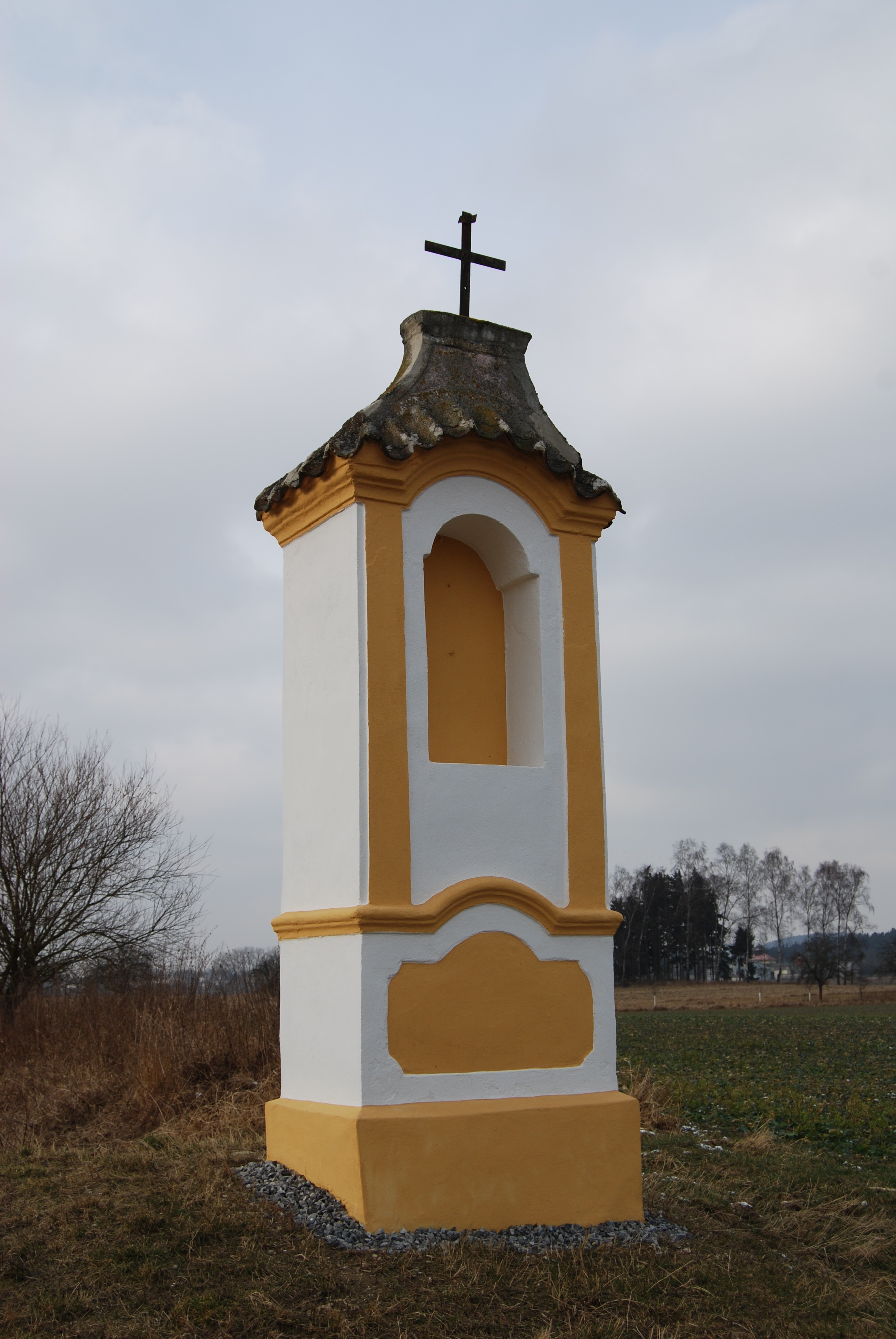
Bildstock des hl. Prokop
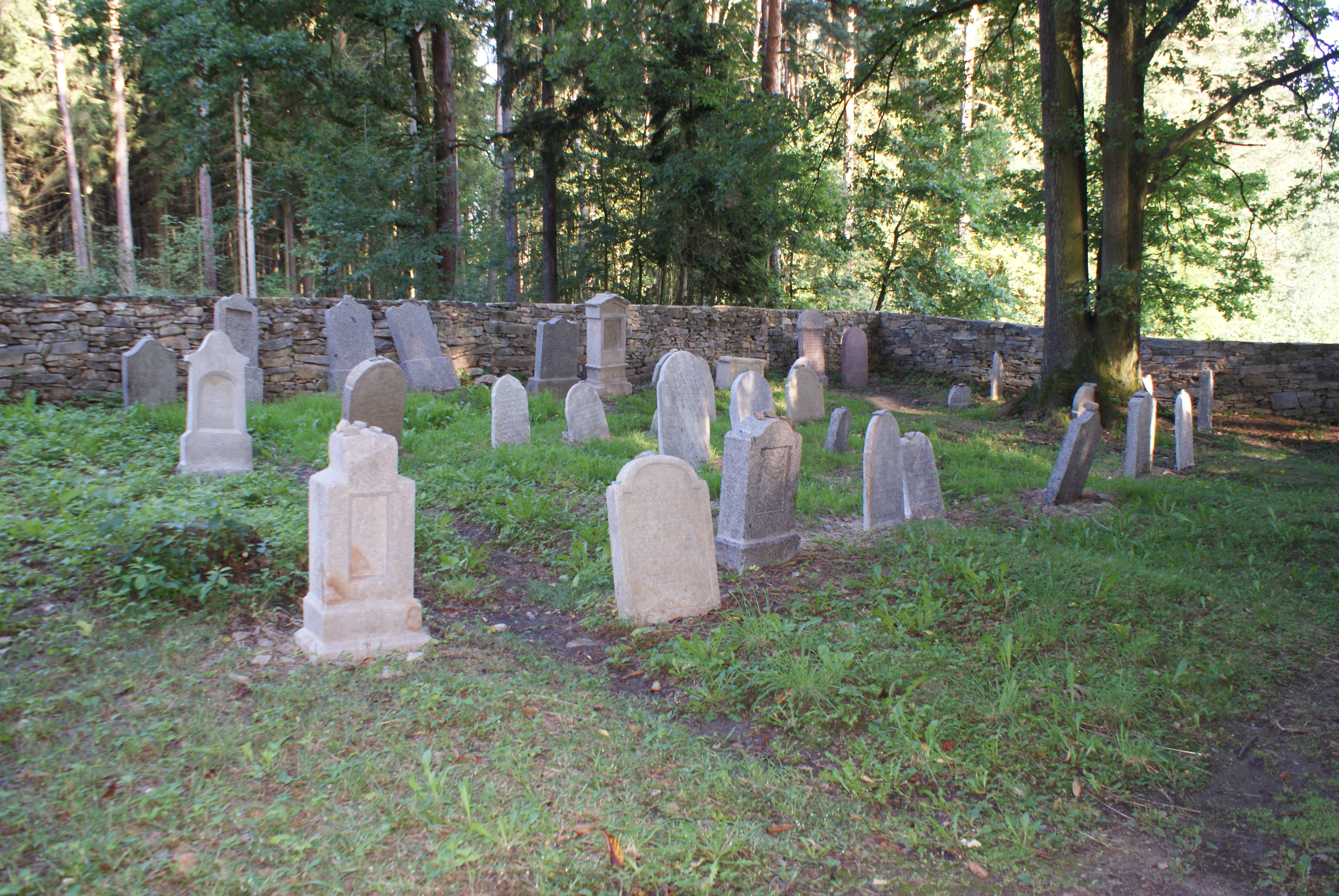
Jüdischer Friedhof

### Grünflächen und Naherholung
- Englischer Landschaftspark westlich des Schlosses

## Söhne und Töchter der Gemeinde
- Hermann Kafka (1852–1931), Kaufmann und Vater von Franz Kafka